# Igatu
Igatu é um distrito do município de Andaraí, no estado da Bahia, no Brasil. Possui um casario histórico de pedra, do século XIX, resquício da época do Ciclo do Diamante na região da Chapada Diamantina. Por esta sua característica, o distrito é conhecido pelo apelido de "Machu Picchu baiana", numa referência à histórica cidade peruana de pedra.

## Topônimo
"Igatu" é um termo de origem tupi, significando "rio bom", através da junção dos termos  'y  (água, rio) e katu (bom).

## História

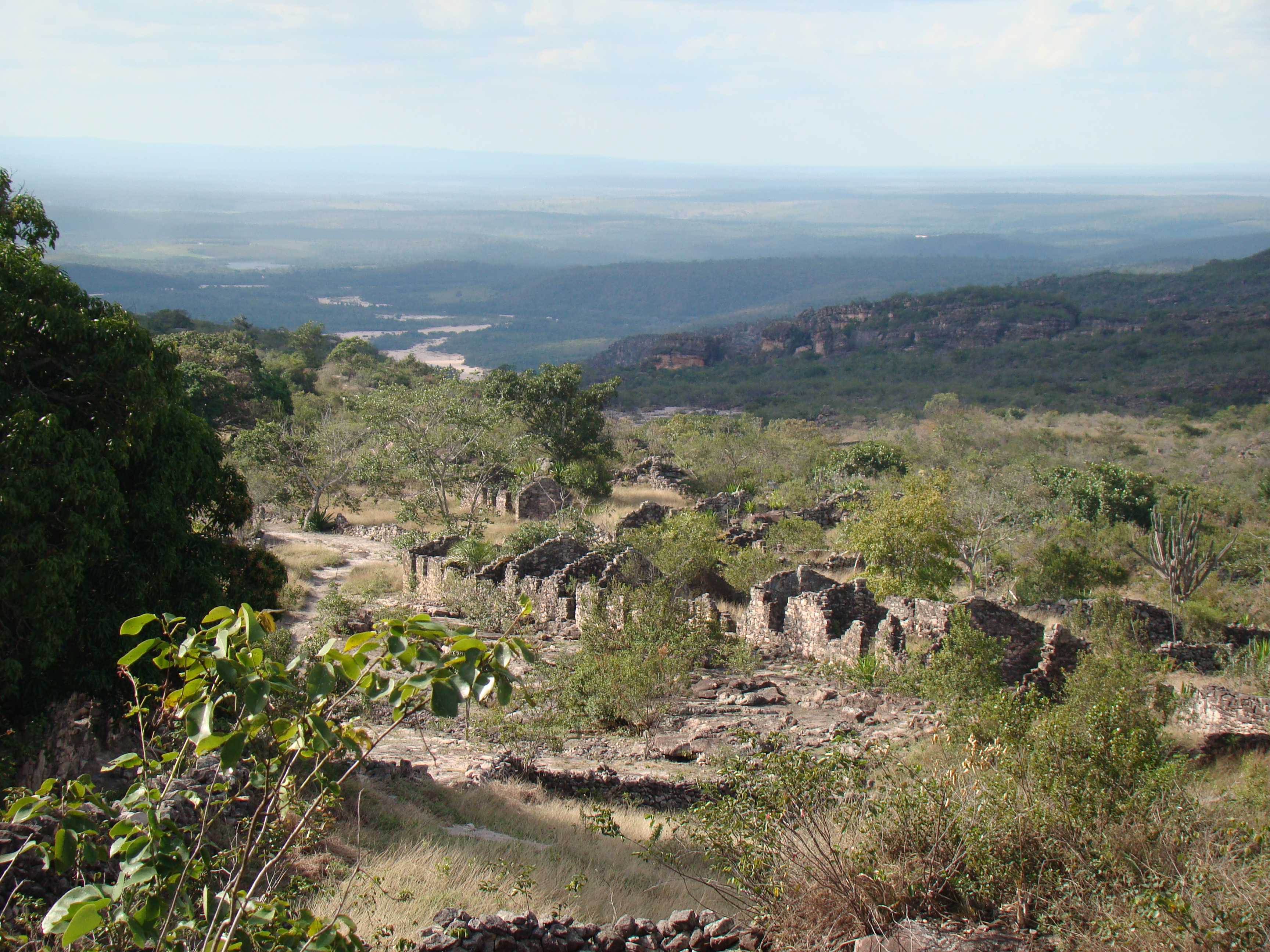
Ruínas em Igatu.

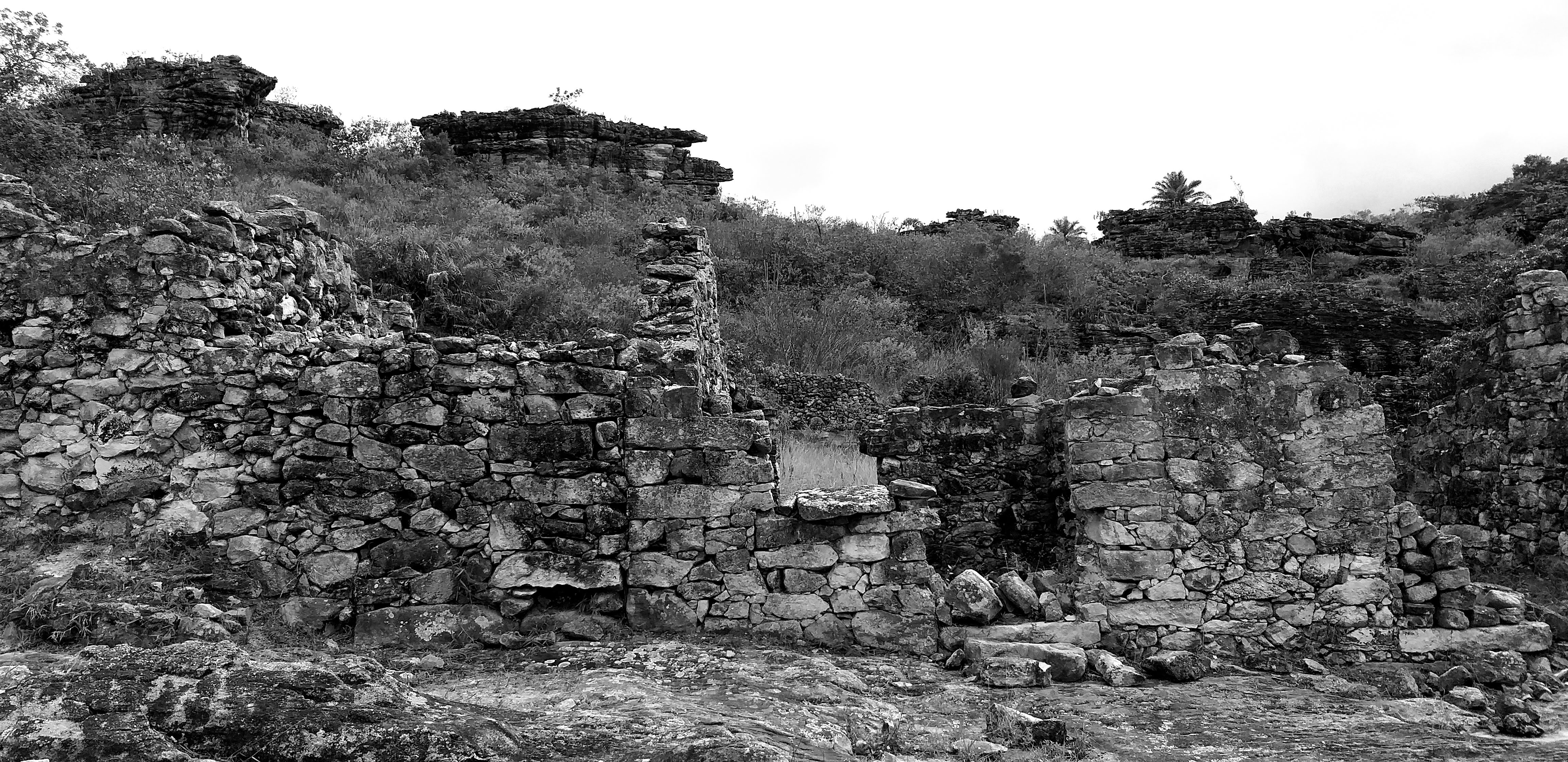
Vista frontal das ruínas

A "Vila de Igatu", antes denominada "Xique-Xique de Igatu", na primeira fase do garimpo de diamantes, durante o século XIX, foi um próspero povoado no alto da serra, perto da cidade de Andaraí. Com o declínio da produção de diamantes, a cidade praticamente foi abandonada, restando casas fechadas, ruínas e poucos moradores.
Na área urbana do distrito de Igatu residiam, em 2010, 360 habitantes. Muito pouco se comparado aos antigos habitantes: outrora, eram cerca de 9.000.
A maioria dos garimpeiros construía suas casas utilizando as pedras abundantes no local, numa espécie de construção sem argamassa. Depois de abandonadas, as casas viraram ruínas que lembram as construções de civilizações remotas. Durante o mês de outubro de 2008, a pequena vila foi cenário do filme brasileiro Besouro.

## Atrações turísticas

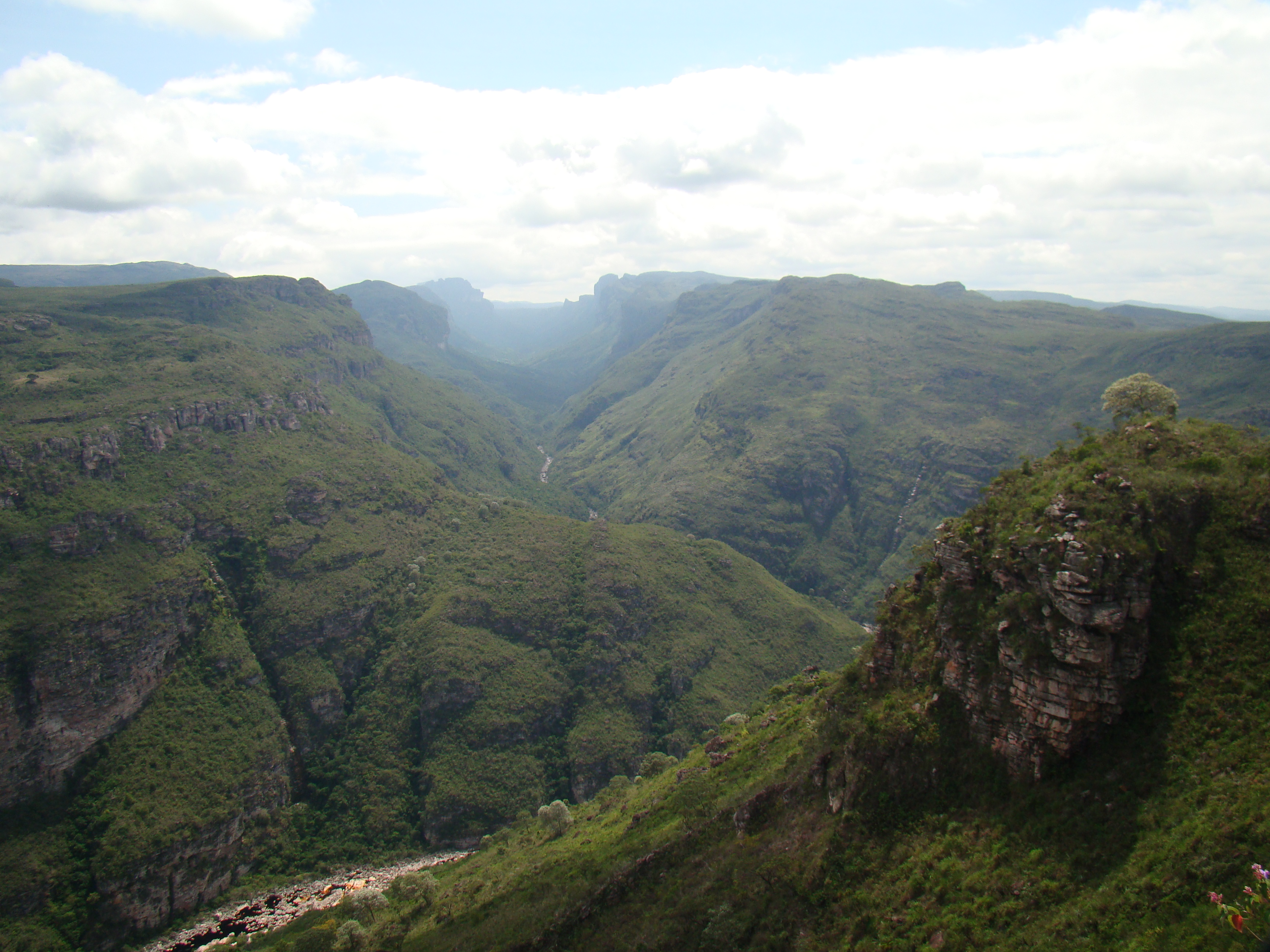
Vista a partir do Mirante do Caim.

A pequena cidade, atualmente atração do turismo ecológico da Chapada Diamantina, possui 382 habitantes, contados um a um por Amarildo dos Santos, também morador, que, todo ano, registra o número de pessoas que nascem, morrem, se casam, chegam ou vão embora de Igatu, reunindo essas informações em livros manuscritos por ele mesmo e vendidos em sua casa, que é também um ponto de venda de balas e doces. O garimpo do brejo é uma antiga mina reestruturada para a visitação turística. Outro atrativo é a galeria de arte de Igatu.
Um ponto de interesse turístico é o ateliê do artista plástico Dimitri de Igatu, que pinta as belezas naturais da Chapada Diamantina. Outro ponto turístico interessante é a subida para a Rampa do Caim, caminhada fácil de aproximadamente dez quilômetros, culminando no mirante onde se pode ter uma impressionante vista para os vales do Pati e do Paraguaçu. Nos últimos anos, Igatu também tem sido muito procurada por escaladores para a prática da escalada esportiva e do boulder. Possui vários setores, como o Labirinto, que conta com aproximadamente 50 vias de várias graduações de dificuldade, o Verruga, com aproximadamente 25 vias, Califórnia, Cruzeiro e Rosinha.